# Église Notre-Dame de Véretz
L'église Notre-Dame de Véretz, est une église catholique située à Véretz, dans le département d'Indre-et-Loire, en France.
Ce monument du XIIe siècle largement reconstruit au XVIe siècle est inscrit comme monument historique en 1933, puis classé en 2022.

## Localisation
L’église paroissiale Notre-Dame est située contre le rocher qui domine la vallée du Cher et qui porte le château de Véretz ; une chapelle seigneuriale communique directement avec la terrasse de ce dernier. Le château fut lui reconstruit au XIXe siècle.

## Historique
Cette église du XIIe siècle fut largement reconstruite dans le style gothique flamboyant à la fin du XVe siècle. Il ne subsiste que la partie basse du clocher, son contrefort et ses ouvertures en plein cintre et la croisillon méridional du transept.
La nouvelle église fut consacrée le 20 novembre 1519 par Odart, évêque de Troyes[Information douteuse].
Elle est inscrite en totalité au titre des monuments historiques par arrêté du 6 juin 1933 puis classée en juillet 2022.

## Description

### Architecture

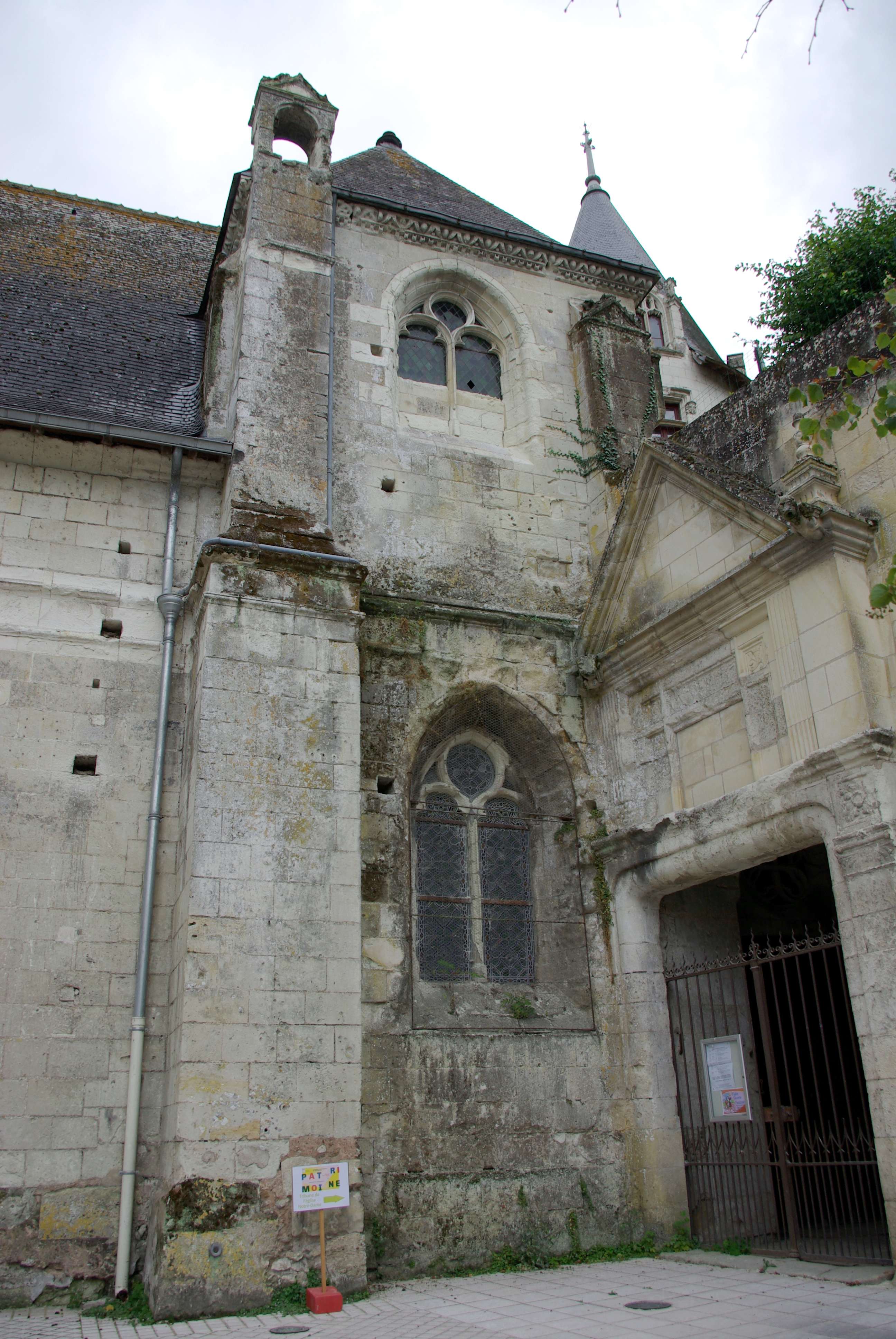
Entrée de l'église.

De l'ouest vers l'est, l'église comporte une nef de quatre travées, à laquelle succède un transept à deux bras et un chœur de deux travées terminé par un chevet plat. La topographie du lieu, à flanc de coteau, a entièrement conditionné l'architecture du monument.
L'accès à l'église se fait par un porche ouvert du côté nord le long de la nef, au niveau de sa première travée qui est encastrée sous le mur qui borde le château. Cette première travée et la seconde sont voûtées en croisée d'ogives comme les suivantes, mais à un niveau inférieur. C'est au-dessus de la deuxième travée qu'est installée la chapelle seigneuriale, en forme de tribune ; son accès n'est possible que par une allée du château, au-dessus. Le bras méridional du transept n'est pas sur plan carré, comme son homologue septentrional, mais trapézoïdal.
Le chœur comporte deux courtes travées, dont la première est voûtée d'ogives et la seconde en berceau.
Le clocher est construit dans l'angle formé par le bras méridional du transept et le chœur. Sa salle basse est voûtée d'ogives, mais cette voûte est percée par un escalier permettant d'accéder aux combles de l'édifice qui n'existent pas sous la première travée de la nef. Au-dessus prend place le beffroi dont seules deux des huit baies ne sont pas murées. Le clocher se termine par une flèche du XVIe siècle qui a remplacé la flèche octogonale disparue.

### Décor et mobilier
Les murs de la chapelle seigneuriale sont décorés de peintures attribuées à Jacob Bunel et à Louis Courant, un peintre tourangeau du XVIIe siècle. Ces peintures représentent des personnages bibliques (Noé, Jonas, David, saint Jean-Baptiste, la Madeleine aux pieds du Christ) ainsi que Charles Borromée et l'ancien château de Véretz, disparu. Ces peintures sont classées comme monuments historiques.
Quatre vitraux de l'église sont confectionnés au XIXe siècle dans l'atelier de Julien-Léopold Lobin à Tours.
Un ex-voto représentant un navire de guerre à trois mâts et confectionné au XIXe siècle est accroché à la voûte de l'église. Il est inscrit comme monument historique. Deux fauteuils de célébrants bénéficient de la même protection,.